# Agricultura na Roma Antiga

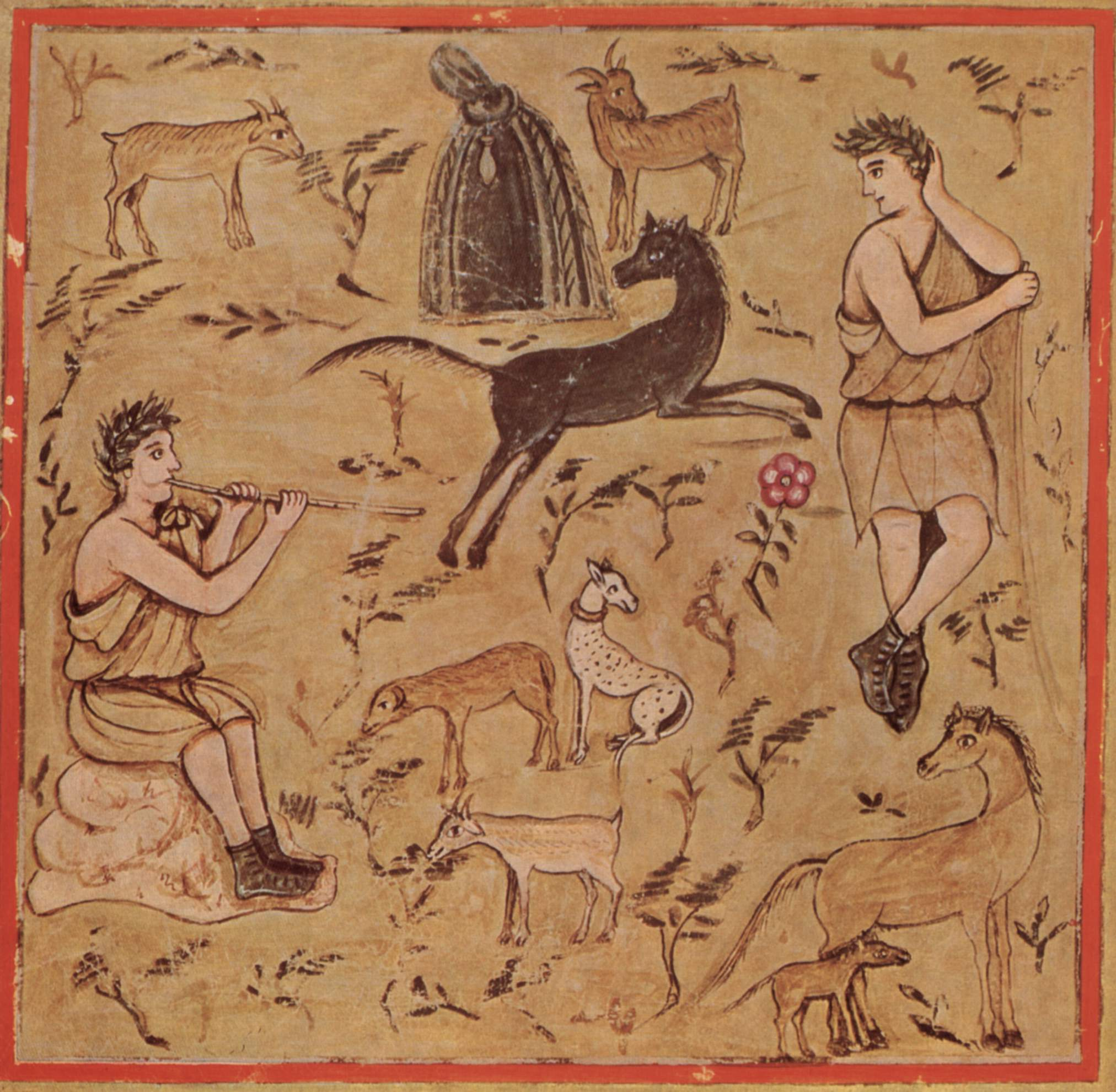
Ilustração em pergaminho do século V com pastores e rebanhos, numa edição das “Geórgicas” de Virgílio

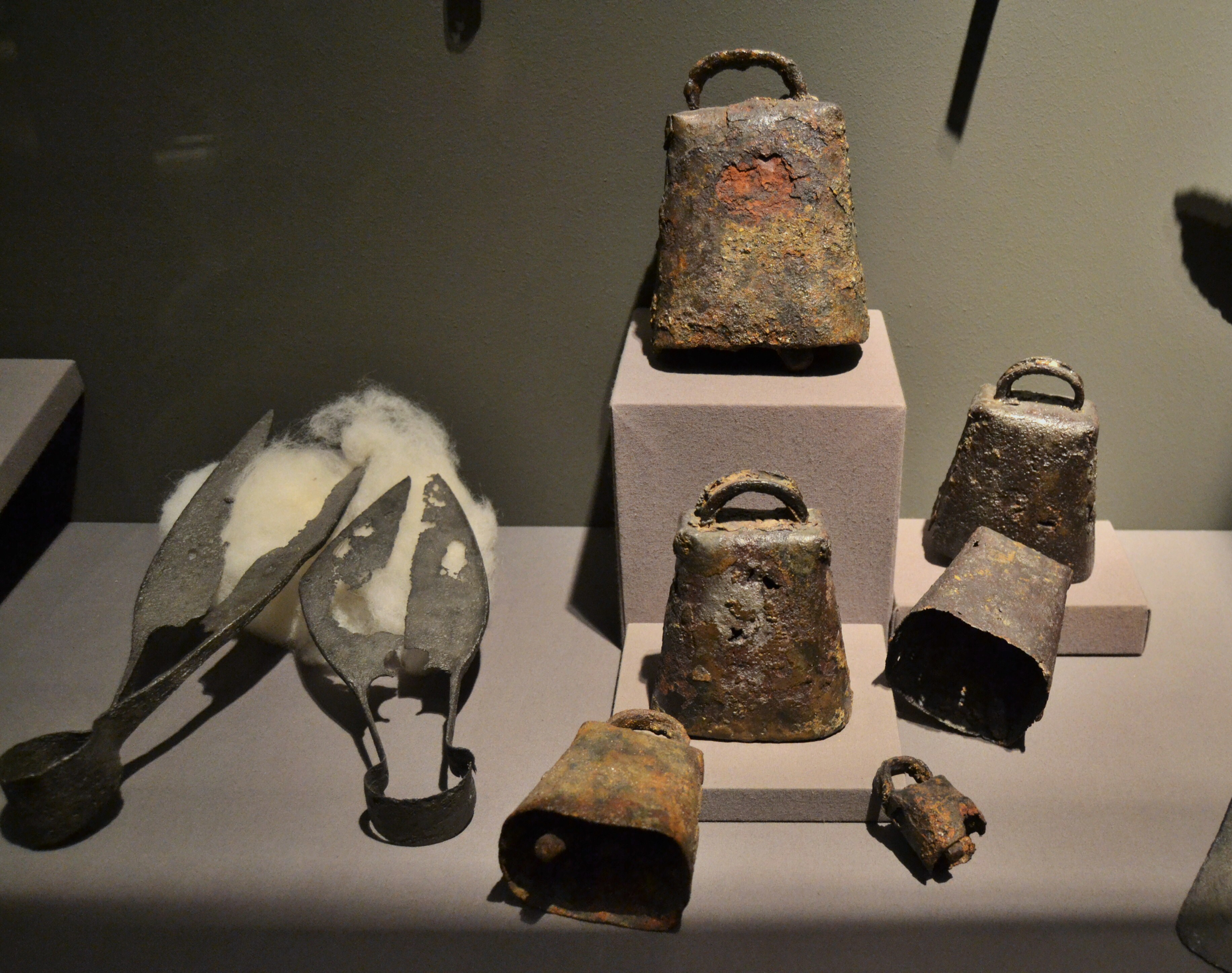
Utensílios agrícolas romanos

A agricultura na Roma Antiga, além de uma necessidade, era idealizada entre a elite social como um modo de vida. Cícero (106–43 a.C.) considerava a agricultura como a melhor de todas as ocupações romanas. No seu tratado “De Officiis”, ele declara que «de todas as ocupações pelas quais o ganho é seguro, nenhuma é melhor do que a agricultura, nenhuma é mais rentável, nenhuma é mais encantadora, nenhuma é mais conveniente para um homem livre». Quando um dos seus clientes ridicularizado em tribunal por preferir um estilo de vida rústico, Cícero defendeu a vida campestre como «a professora de economia, de indústria e de justiça» (parsimonia, diligentia, iustitia). Catão (234–149 a.C.), Varrão (116–2 a.C.), Columela (4–70 d.C.) e Paládio (fim do século IV d.C. ou início do século V) escreveram manuais sobre práticas agrícolas. Plínio, o Velho (23 d.C.–79) escreveu extensivamente sobre agricultura nos volumes XII a XIX da sua obra “Naturalis Historia”, nomeadamente no capítulo XVIII, intitulado "A História Natural do Trigo".
A principal cultura era a espelta[carece de fontes?] e o pão era o alimento básico em todas as mesas romanas. No seu tratado “De Agri Cultura”, do século II a.C., Catão escreveu que a melhor exploração agrícola é a vinha, a seguir a horta irrigada, plantação de salgueiros, olival, pastagem, terra de seara, floresta, vinha em latada e, por fim, azinhal. Apesar de Roma ser abastecida pelas suas numerosas províncias obtidas militarmente, os romanos abastados desenvolveram a terra em Itália para produzirem várias colheitas. «As pessoas que vivem na cidade de Roma constituíam um enorme mercado para a comida produzida nas quintas italianas.
A posse da terra era um fator dominante na distinção entre a aristocracia e as pessoas comuns. Quanto mais terra tivesse mais importante era um romano na cidade. Os soldados eram frequentemente recompensados com terra pelo comandante que serviam. Apesar das quintas dependerem de trabalho escravo, homens livres e cidadãos eram contratados pelas explorações agrícolas para supervisionarem os escravos e garantirem que os trabalhos decorriam sem problemas.

## Práticas agrícolas

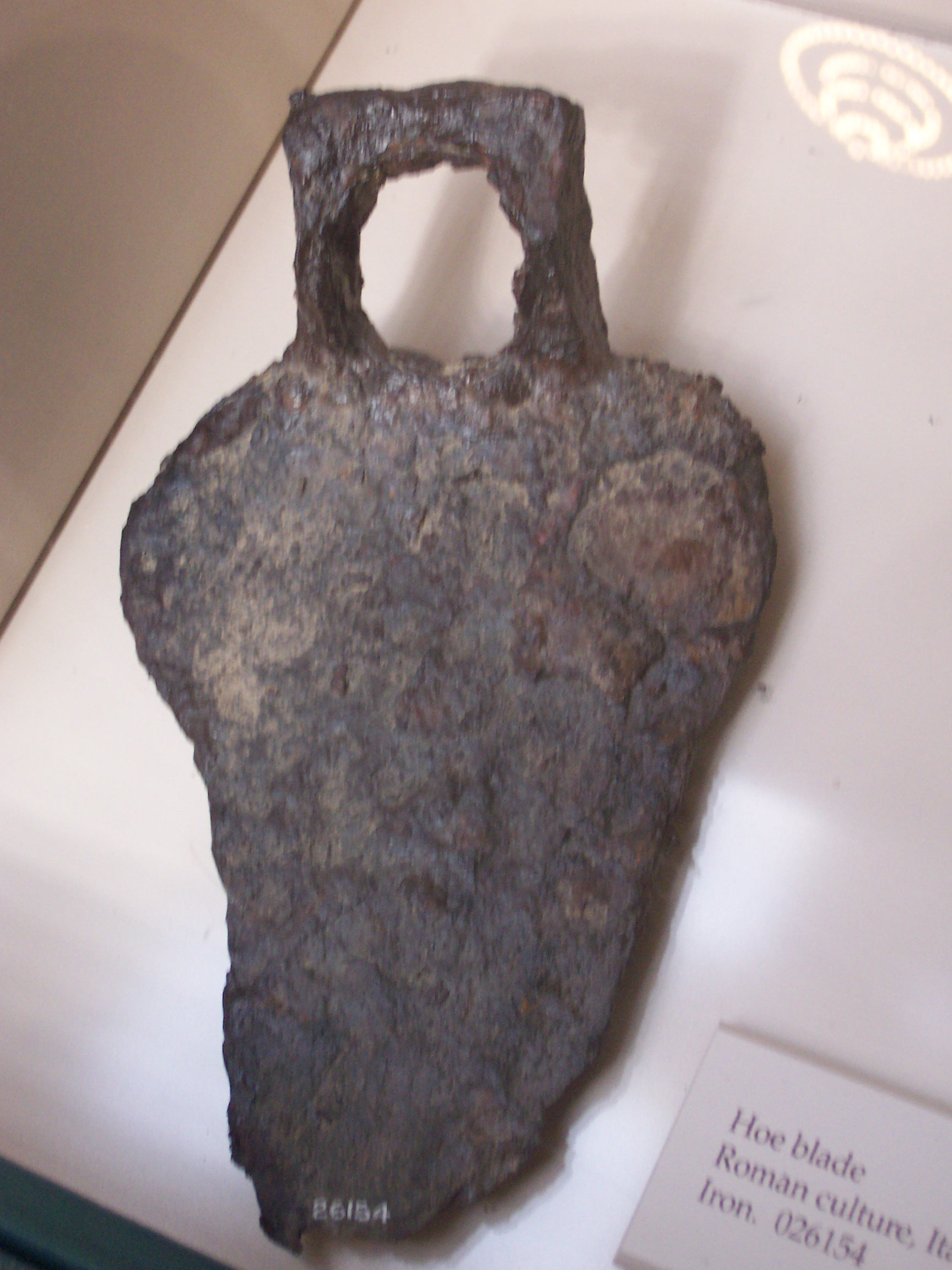
Lâmina de enxada romana; Museu Field, Chicago

No século V a.C., as explorações agrícolas em Roma eram de pequena dimensão e de propriedade familiar. Na mesma época os gregos antigos já tinham começado a usar rotação de culturas e tinham propriedades agrícolas de grande extensão. O contacto de Roma com Cartago, Grécia e o Oriente helénico nos séculos III e II a.C. contribuiu para o aperfeiçoamento dos métodos agrícolas romanos. A agricultura romana atingiu os seus máximos de produtividade e eficiência durante o fim da república e início do império.
As explorações agrícolas romanas podem dividir-se em três categorias em termos de tamanho: as pequenas tinham entre 18 e 108 iugera (equivalente a 4,5 a 27 hectares, considerando que 1 iugerum = 0,25 ha); as médias tinham entre 80 e 500 iugera (20 a 125 ha) e as grandes, chamadas latifundia (latifúndios), tinham mais de 500 iugera. Na fase final do período republicano o número de latifúndios aumentou. Os romanos ricos compravam terras aos camponeses que não conseguiam garantir o seu sustento.A partir de 200 a.C., os camponeses começaram a ser recrutados por períodos de tempo mais longos para combaterem nas Guerras Púnicas.

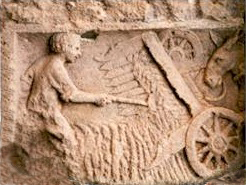
Relevo representando ma máquina de ceifar (vallus) galo-romana

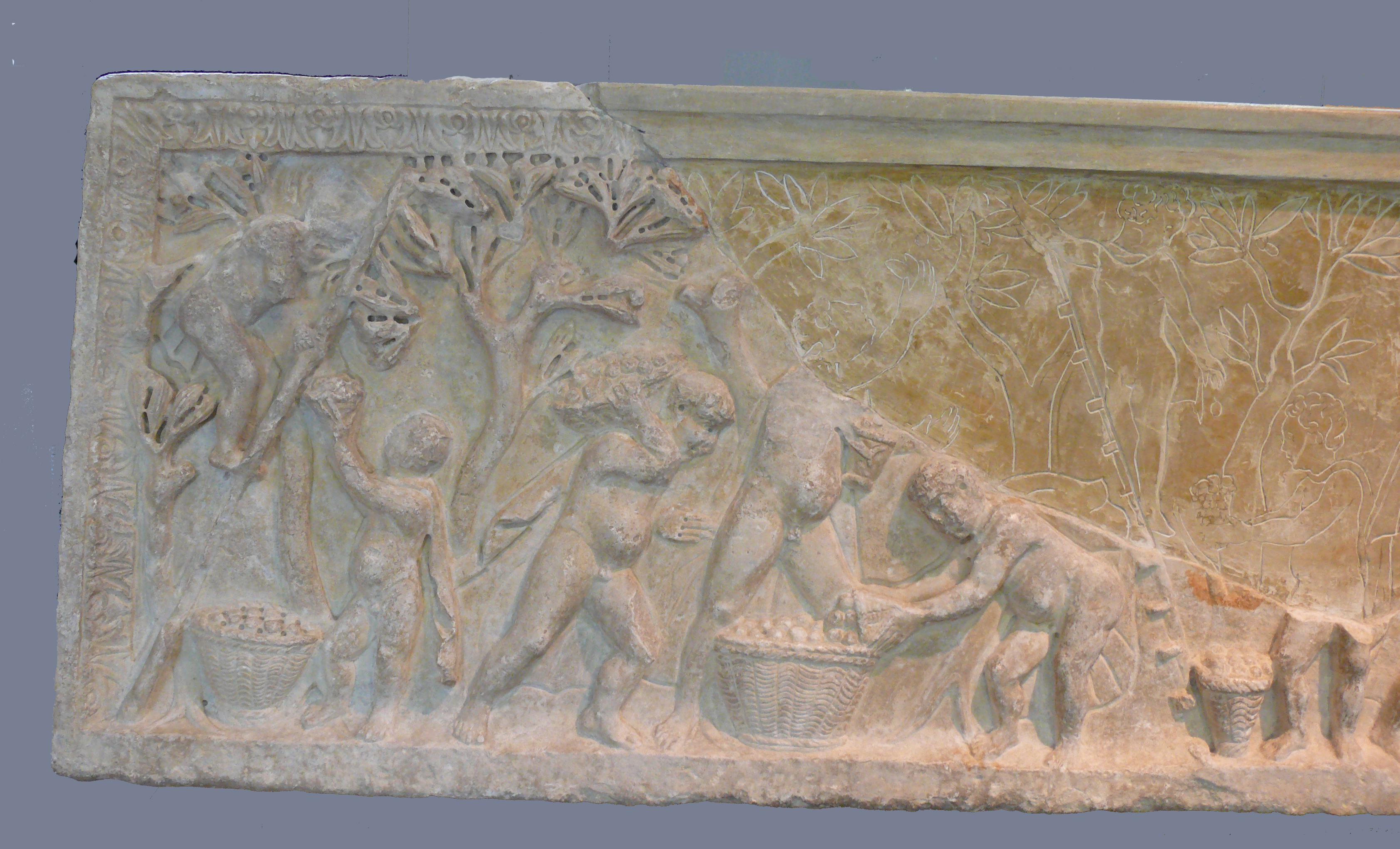
Relevo representando a colheita de azeitona

As vacas produziam leite e os bois e mulas faziam os trabalhos agrícolas pesados. Ovelhas e cabras eram usadas para a produção de queijo e eram também valiosas por causa das suas peles. Os cavalos eram pouco usados na agricultura, mas eram criados pelos ricos para corridas ou para a guerra. Era também produzido mel e alguns romanos criavam também caracóis como comida de luxo.
Os romanos tinham quatro sistemas de gestão agrícola: trabalho direto pelo dono e a sua família; parceria rural, na qual o dono e o inquilino dividem a produção; trabalho forçado por escravos cujos donos eram aristocratas e que eram supervisionados por capatazes; e outras formas que passavam pelo arrendamento de terras.
Catão foi um político e estadista do período médio-final da república que descreveu uma quinta de 100 iugera. Na sua opinião, uma quinta dessa dimensão devia ter um capataz, a mulher de um capataz, dez trabalhadores, um condutor de bois, um condutor de burros, um encarregado da plantação de salgueiros e um guardador de porcos, num total de 16 pessoas; dois bois, dois burros para puxar carros, um burro para trabalhar no moinho; três prensas completamente equipadas, talhas de armazenamento na qual cinco colheitas de uva totalizando 800 cullei (413,600 litros) pudessem ser guardadas, vinte talhas para bagaço de uva, outras tantas para cereais, seis meias ânforas tapadas com vime, quatro ânforas tapadas com vime, dois funis, três filtros de vime, outros tantos para mergulhar a flor, dez talhas para o mosto, etc.

## Comércio

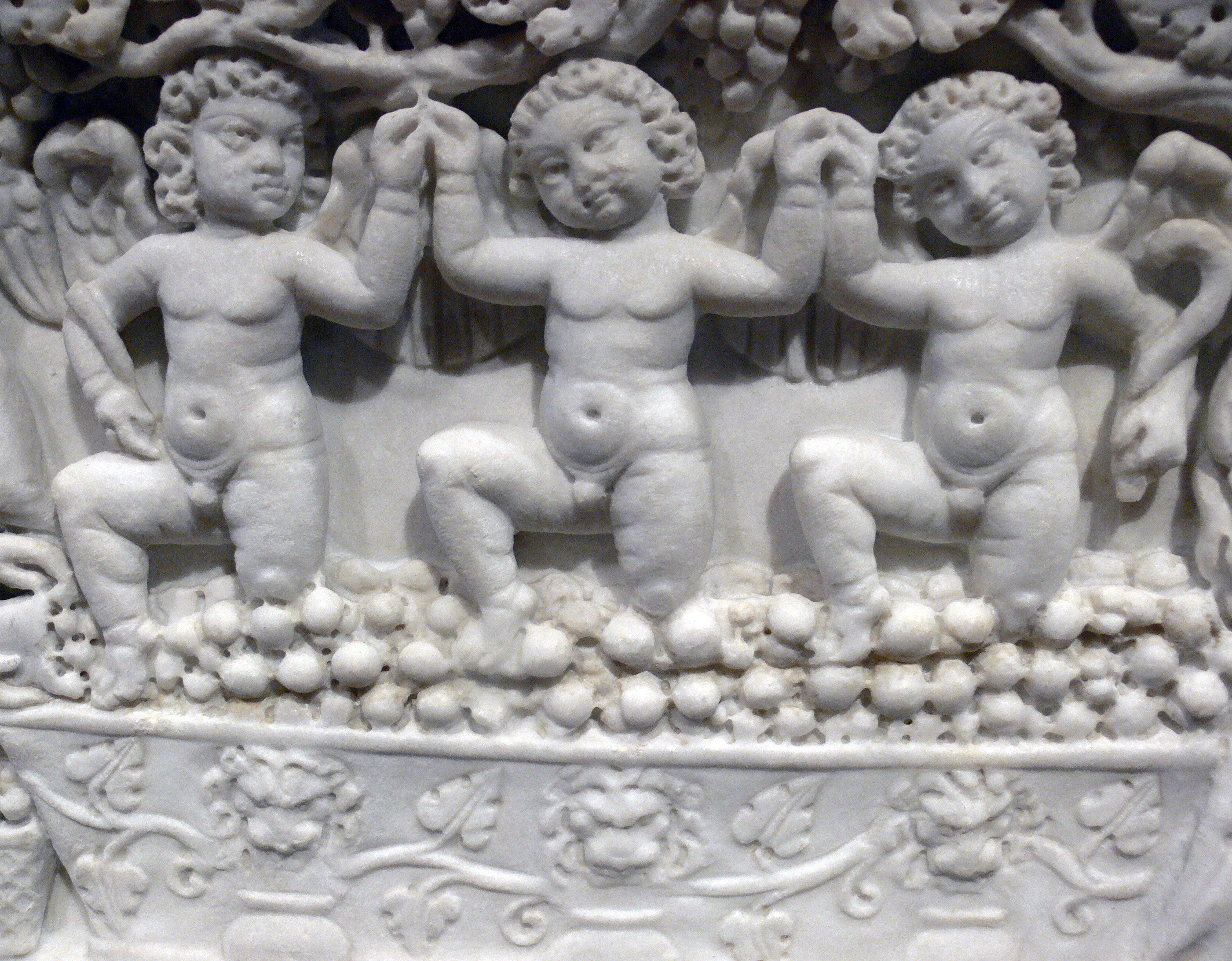
Cena de um sarcófago romano com cenas da vindima e fabrico de vinho, em exposição na Getty Villa, Los Angeles

Havia muito comércio, nomeadamente de produtos agrícolas, entre as províncias do império e todas as regiões romanas eram muito interdependentes em termos económicos. Algumas províncias especializaram-se na produção de cereais, outras em vinho e outras em azeite, dependendo do tipo de solo. Columela escreve na sua obra “Res Rustica” que «o solo que é pesado, calcário e húmido não é inadequado para a cultura de trigo de inverno e espelta. A cevada só tolera os solos soltos e secos».
As produções das explorações romanas incluíam alcachofra, mostarda, coentro, rúcula, cebolinho, alho-porro, aipo, manjericão, cherovia, menta, arruda, tomilho, beterraba, papoila, endro, espargo, rabanete, pepino, abóbora, funcho, alcaparra, cebola, açafrão, salsa, manjerona, repolho, alface, cominho, alho, figo, uva, damasco, ameixa, amora e pêssego.
O geógrafo grego Estrabão (64 a.C.–24 d.C.) considerava muito importante economicamente o vale do Pó, no norte de Itália, porque «todos os cereais se dão bem, mas o rendimento do milho-painço, porque o solo está tão bem regado. A província da Etrúria tem solo pesado bom para trigo. O solo vulcânico da Campânia é bom para a produção de vinho.»
Além do conhecimento sobre diferentes tipo de solo, os romanos também se interessaram em qual o tipo de fertilizante que era mais adequado para as terras.  O melhor era considerado o estrume de aves e o pior era considerado o estrume de bovinos. O estrume de ovelha e cabra era também considerado bom. O de burro era bom para uso imediato, enquanto que o de cavalo não era bom para cereais, mas segundo Varrão, era bom para as pastagens porque faz crescer as ervas.

## Economia

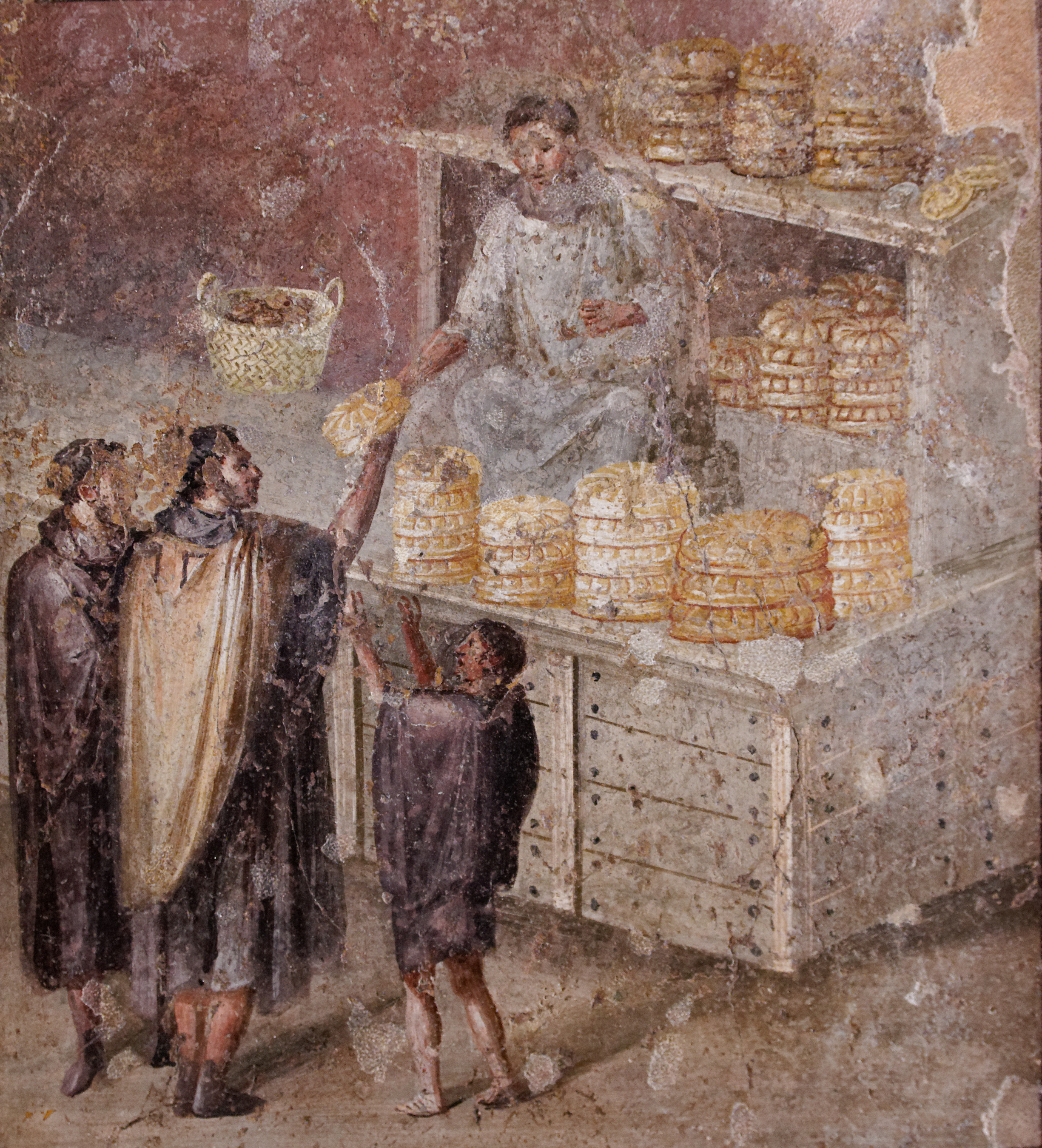
Fresco de Pompeia representando a venda de pão

No Império Romano, uma família de seis pessoas precisava de cultivar doze iugera (3 hectares) de terra para obter o mínimo de alimentos (sem animais). Se uma família tivesse animais para ajudar a cultivar a terra, então eram necessários 20 iugera (5 ha). A mesma extensão era também a necessária para satisfazer níveis de subsistência se a terra fosse explorada em regime de parceria rural, como na África Proconsular no século II d.C., onde, de acordo com a Lex Manciana, um terço do total das colheitas pertencia ao senhorio como renda. Estes números indicam apenas níveis de subsistência, mas é evidente que em algumas províncias eram produzidos excedentes em larga escala.
Para os rendimentos do trigo, os números variam dependendo do autor. Varrão fala em num quociente de 10 grãos produzidos por cada grão semeado como normal para proprietários abastados. Em algumas áreas da Etrúria, o rendimento pode ter chegado a 15:1. Na sua obra Cícero “In Verrem”, Cícero menciona um rendimento de 8:1 como sendo normal e 10:1 para colheitas excecionais. Columela mencionou rendimentos de apenas 4:1, mas o historiador Paul Erdkamp considera que o autor estava a ser tendencioso, pois queria provar que os cereais davam pouco lucro em comparação com o vinho. Na melhor das hipóteses, a estimativa de Columela só é fiável para solos pobres; na pior das hipóteses não tem qualquer fiabilidade.
O Egito era um abastecedor de trigo importante para Roma. As remessas usuais de trigo egípcio podem ter atingido os 20 milhões de módios (módios; 173,3 milhões de litros) anuais ou mais. Este número pode encontrar-se no Epítome dos Césares, datada do fim do século IV. Essa quantidade de trigo era suficiente para abastecer entre metade e dois terços de Roma.[carece de fontes?] Em 99 houve uma crise de produção no Egito devido a anomalias nas inundações do rio Nilo. No ano seguinte, no seu discurso no Panegírico (100 d.C.), Plínio, o Jovem pinta um retrato no qual Roma consegue sobreviver sem o trigo egípcio. O autor começa por dizer que «durante muito tempo geralmente acreditava-se que Roma só podia ser alimentada e mantida com a ajuda egípcia»; no entanto, depois argumenta que «agora [que] devolvemos ao Nilo as suas riquezas [...] a sua função não é darem-nos comida mas sim pagarem um tributo adequado».

## Mecanização

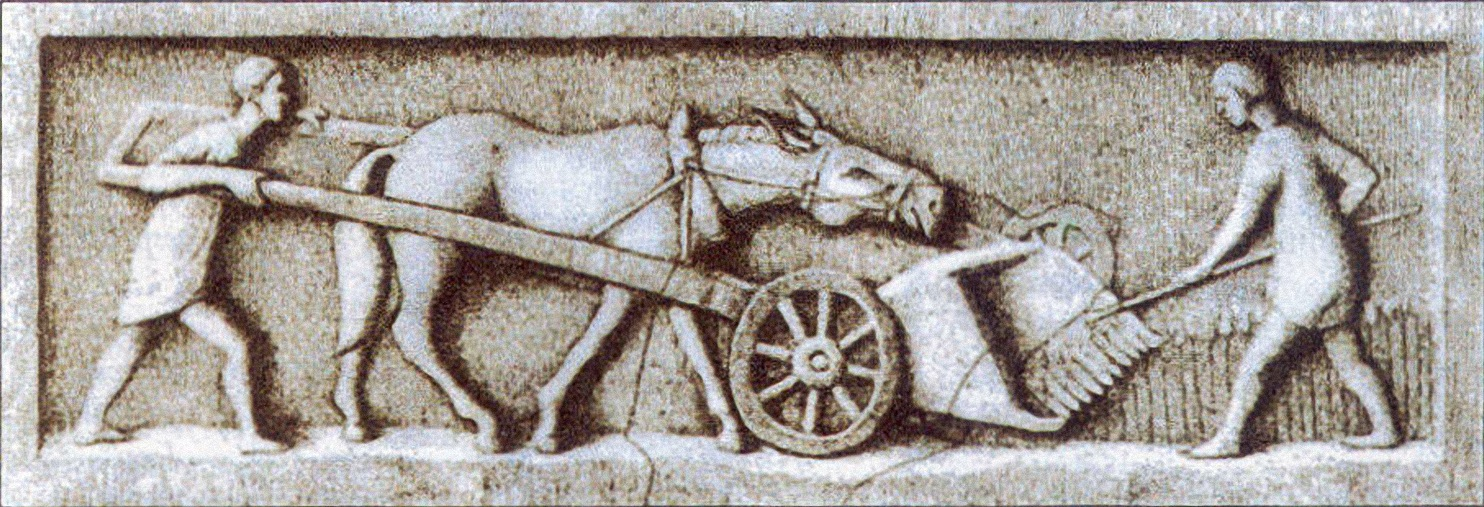
Ceifeira mecânica romana galo-romana

Os romanos melhoraram as colheitas através da irrigação, usando aquedutos e há cada vez mais provas de que algumas partes da atividade agrícola eram mecanizadas. Por exemplo, na Gália e em Roma existiam extensos conjuntos de moinhos desde períodos muito antigos, onde se moía trigo para fazer farinha. Os vestígios mais impressionantes que chegaram aos nosso dias encontram-se no sul de França, em Barbegal, perto de Arles, onde 16 rodas de água montadas em duas colunas eram alimentadas em cascata pelo aqueduto principal de Arles. Aparentemente os moinhos de Barbegal operaram desde o século I d.C. até ao século III. A sua capacidade é estimada em 4,5 toneladas de farinha por dia, suficiente para fornecer de pão os 12 500 habitantes que constituíam a população de Arles nessa altura.

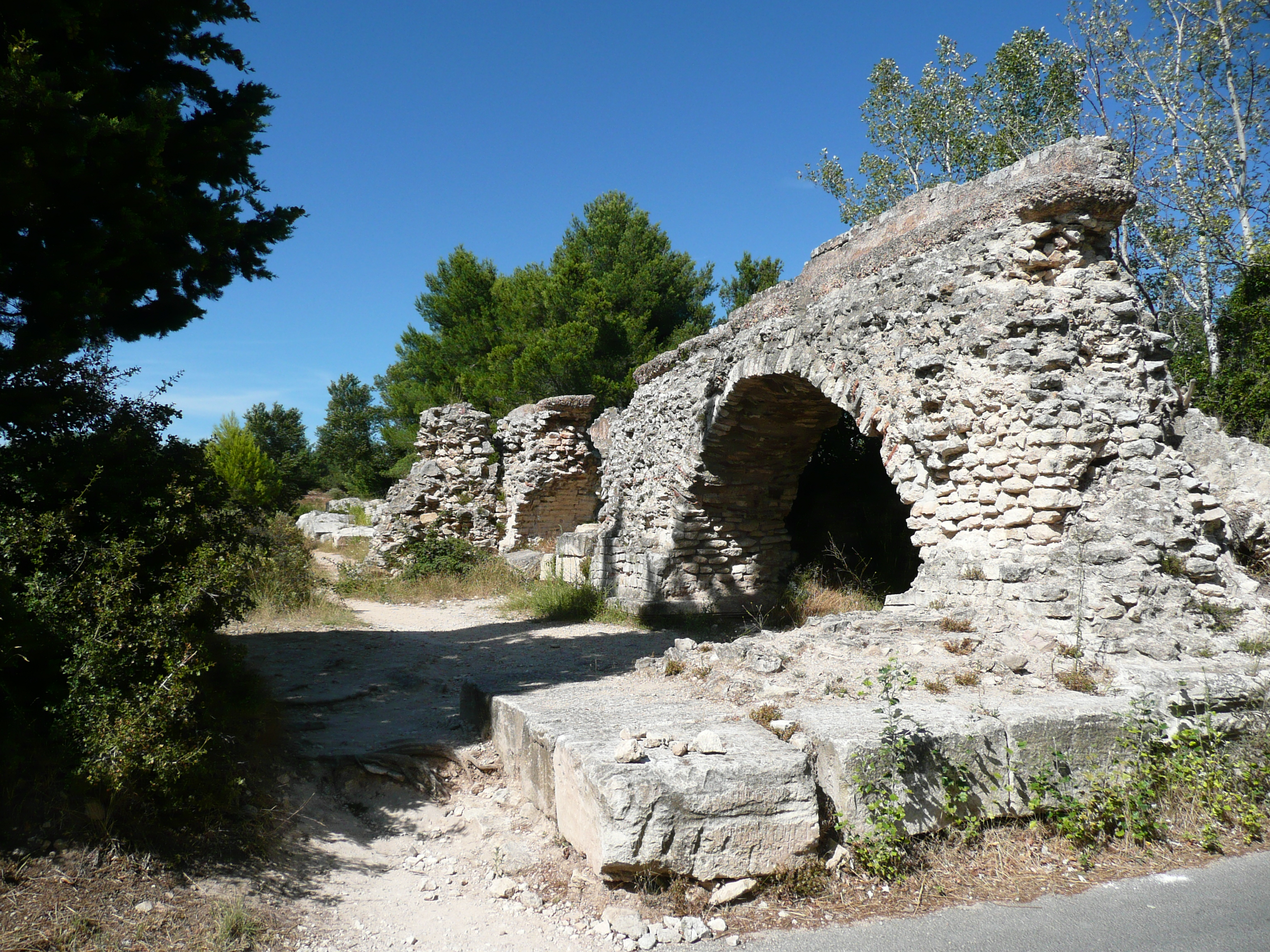
Aqueduto de Barbegal, perto de Arles

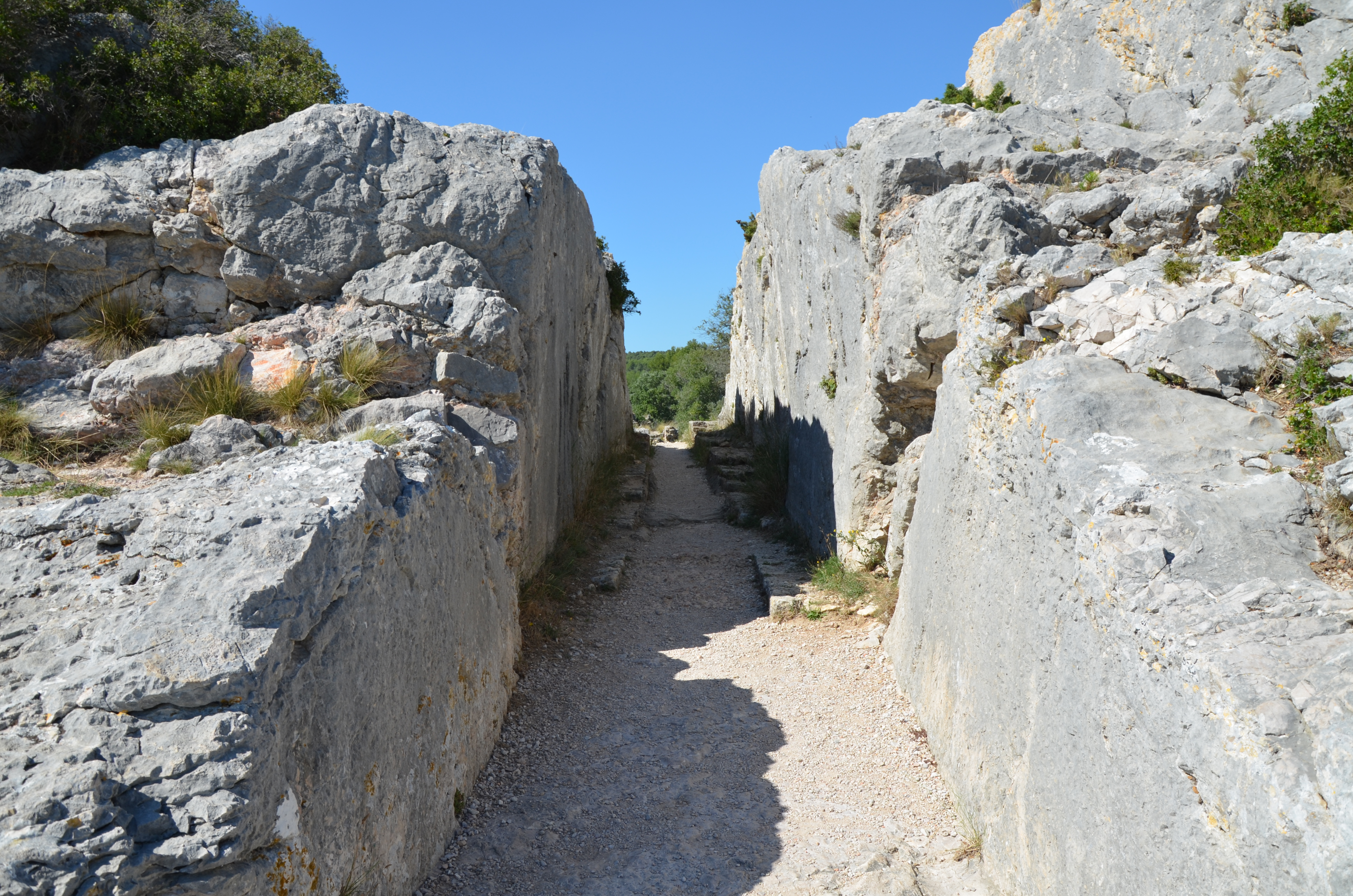
Canal escavado na rocha para alimentar um moinho em Barbegal

As rodas de água verticais eram bem conhecidas pelos romanos e foram descritas por Vitrúvio na sua obra “De Architectura”, de 25 a.C. e por Plínio, o Velho em “Naturalis Historia”, de 77 d.C. Há também referências posteriores a moinhos de água flutuantes de Bizâncio e de serrações hidráulicas no rio Mosela, pelo poeta Ausónio. O uso de rodas de água montadas de forma sequencial e empilhadas era comum nas minas romanas.
Há baixos-relevos que atestam que também era usada uma espécie de ceifeira ou segadeira automática. Acredita-se que os romanos, ou os celtas antes deles, inventaram uma ceifeira mecânica, puxada por bois, que cortava as espigas sem a palha. Plínio, o Velho fala dessa máquina no capítulo XVIII de “Naturalis Historia”.  A máquina foi esquecida na Idade Média, durante a qual se voltou a usar exclusivamente foices e gadanhas para ceifar.
Os aristocratas e gente comum podiam adquirir terras para agricultura de três formas. A forma mais comum era a compra. Embora alguns cidadãos das classes mais baixas (plebe) possuíssem alguns pequenos pedaços de terra, a sua manutenção era frequentemente difícil e demasiado onerosa. Devido às muitas dificuldades em ter terras, muitas vezes eles acabavam por vendê-las à aristocracia, que dispunha de meios financeiros para suportar explorações agrícolas. Havia algumas terras públicas que podiam ser usadas pelas pessoas comuns, mas essas terras também foram alvo da cobiça da aristocracia, que as quis adquirir em várias ocasiões, o que causou grandes tensões entre as duas classes — por exemplo, para o historiador Keith Hopkins o despejo em massa dos pobres pelos ricos foi o fundamento das tensões políticas e guerras civis do último século da república romana. Outra forma de adquirir terra era como recompensa por ir para guerra. Era usual oferecer aos soldados de patente elevada pequenas pequenas porções de terras públicas ou terras em províncias como forma de pagamento dos seus serviços. O outro meio de obtenção de terra era por herança. Um pai podia deixar as suas terras à sua família, normalmente ao seu filho, na eventualidade da sua morte. Eram escritos testamentos que especificavam quem devia herdar as terras, o que era uma forma de assegurar que outros cidadãos não tentavam apoderar-se das terras da família do morto.

## A aristocracia e a terra

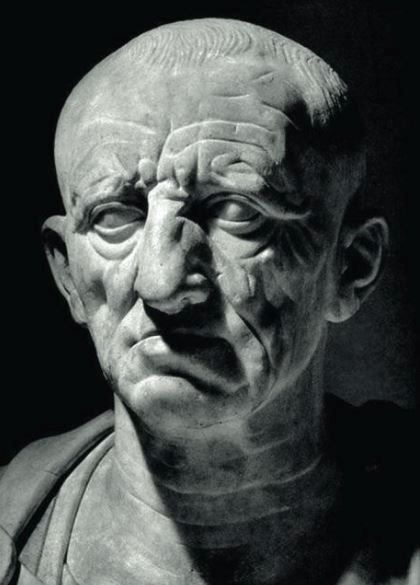
Busto de Marco Pórcio Catão, um dos autores romanos que escreveu sobre agricultura

Apesar de algumas pequenas propriedades pertencerem a cidadãos de classe baixas e a soldados, a maior parte das terras eram controladas pela nobreza de Roma. A posse da terra era uma entre muitas das distinções entre a aristocracia e as classes mais baixas. A aristocracia reorganizava pequenas propriedades em explorações maiores e mais rentáveis para competir com outros nobres. Era motivo de orgulho não apenas ser dono de mais terras como de ter terras cuja produção era de alta qualidade. Catão referiu que um elogio comum era "bom marido, bom agricultor" e que era da classe dos agricultores que provinham os homens mais valentes e os soldados mais robustos.
As explorações agrícolas produziam várias colheitas, dependendo da estação, eram feitos esforços para obter as melhores colheitas possíveis sob as melhores condições. Catão descreve muitas das principais preocupações do agricultor e como distinguir uma grande porção de terra. Ele observa que um bom agricultor deve tomar tempo precioso para examinar a terra, tomando atenção a todos os detalhes. Não só a terra tem que estar perfeita para comprar, mas os vizinhos devem também manter as suas quintas porque "se a região fosse boa, devia ser bem cuidada". Quem procurasse um terreno para comprar tinha também que ter em consideração a as condições meteorológicas na área, o estado do solo e a distância até a uma cidade ou a um porto. O planeamento cuidadoso entrava em todos os detalhes relacionados com a posse e manutenção das explorações agrícolas na cultura romana.

## Gestão agrícola em Roma

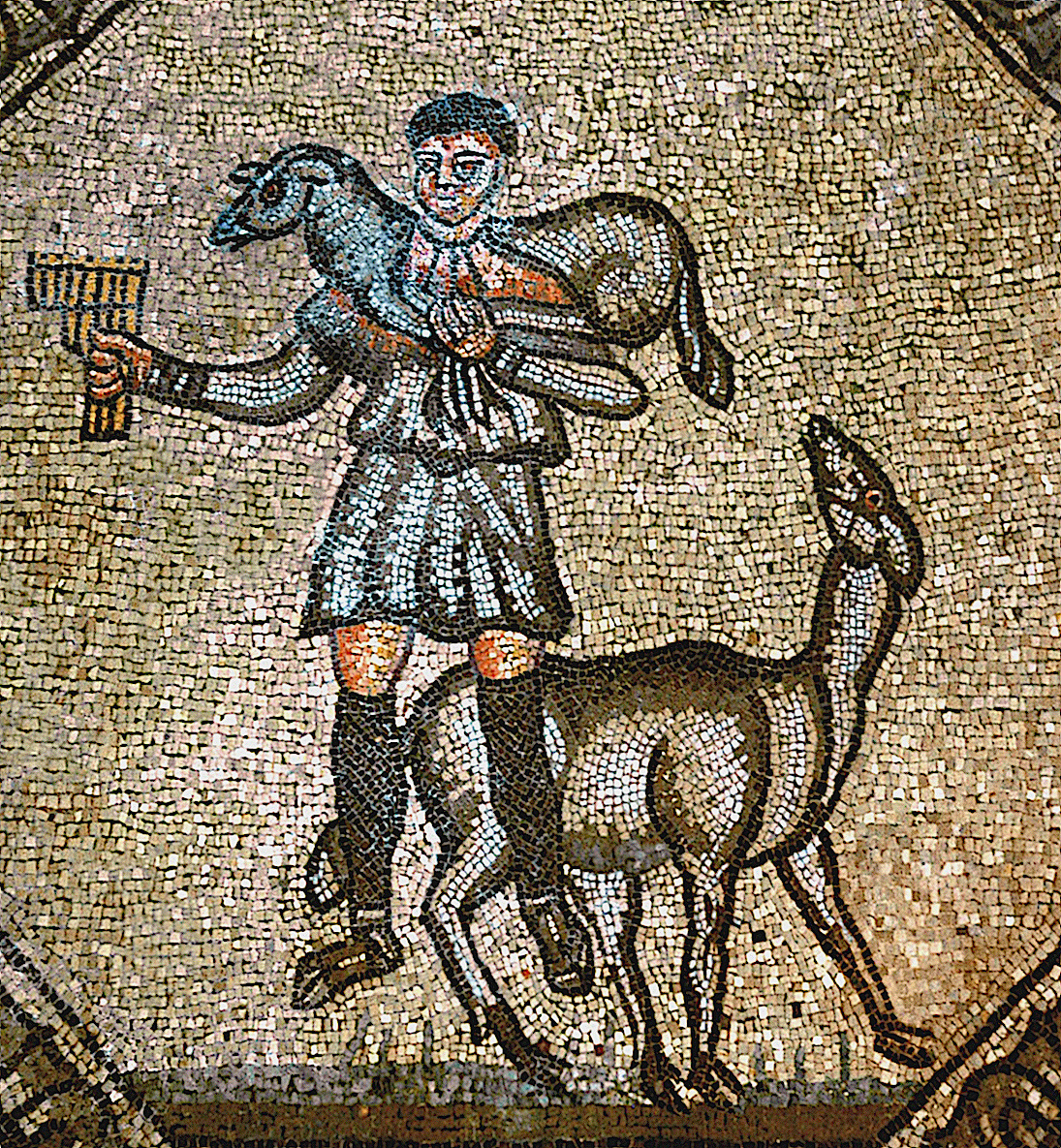
Mosaico do bom pastor da basílica de Aquileia

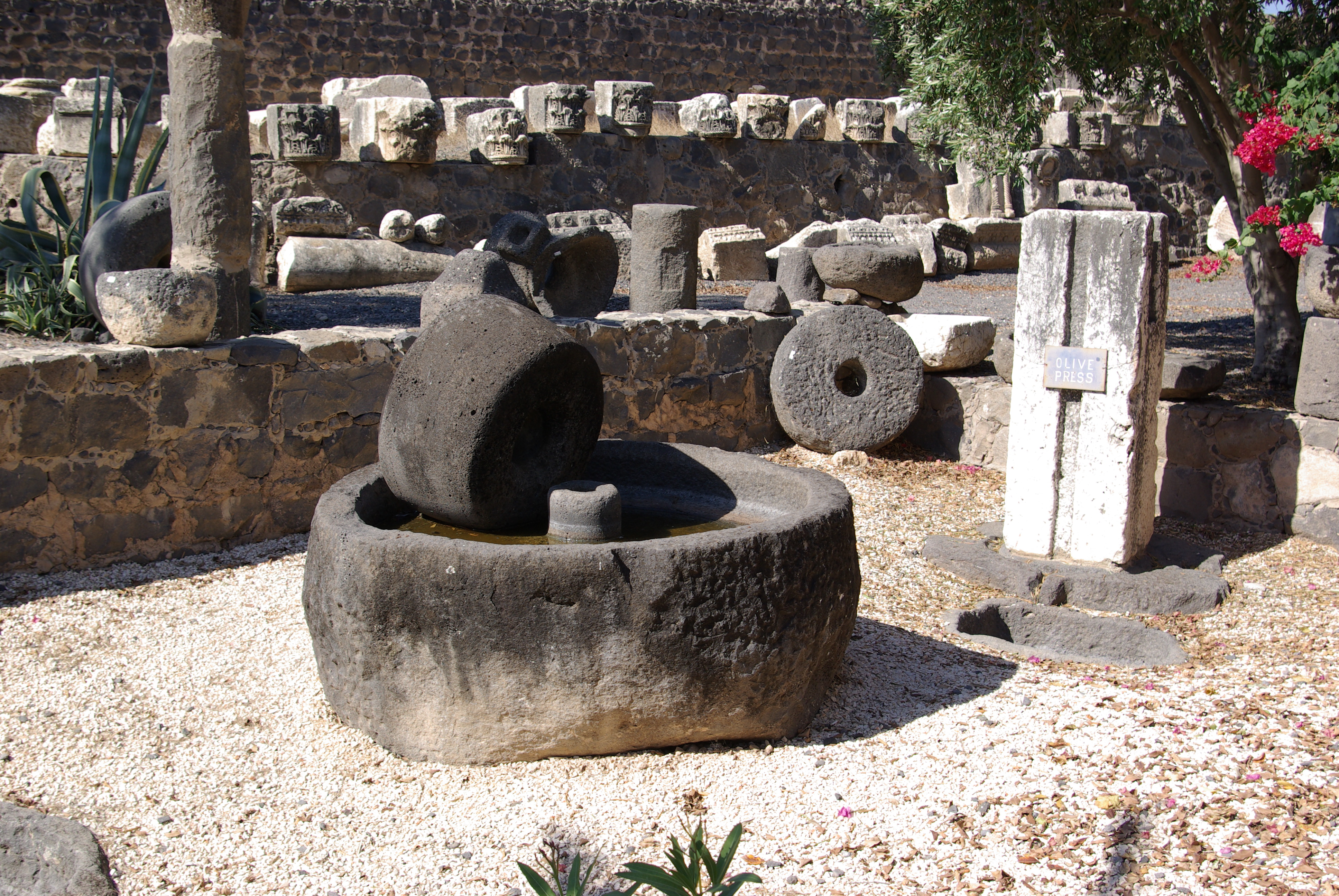
Lagar de azeite romano em Cafarnaum, na Galileia

Não obstante a maior parte da terra estar na posse da aristocracia, era frequente os donos não estarem presentes nas suas propriedades rurais. Devido às suas obrigações como senadores e militares em guerra, muitos dos proprietários rurais passavam muito pouco tempo a trabalhar nas suas explorações. Estas eram mantidas por escravos, os quais era supervisionados por libertos pagos para isso. O feitor de uma propriedade tinha muitas responsabilidades na gestão da terra. Ele era responsável por assegurar que os escravos eram mantidos ocupados e por resolver conflitos entre eles. Os feitores eram ainda responsáveis por garantirem que tanto empregados como escravos eram devidamente alimentados e alojados e que lhes era distribuído trabalho de forma justa e eficiente. Tinham que assegurar que quaisquer ordens dadas pelo patrão eram seguidas diligentemente que todos na propriedade honravam os deuses de forma completa e respeitosa, algo que os romanos acreditavam ser necessário para que as colheitas fossem abundantes. A forma como o sistema estava bem organizado está patente nas inscrições com a Lex Manciana, encontradas a cerca de 50 km a oeste de Tunes.
A maior parte do trabalho era realizado por empregados e escravos, constituindo estes a principal força de trabalho. Na sociedade romana havia 3 formas de obter escravos. A primeira e possivelmente a mais comum era comprá-los no mercado. Os escravos eram comprados em leilões e em mercados de escravos a negociantes ou eram transacionados entre proprietários individuais de escravos. Outra forma de adquirir escravos era a conquista em guerras — muitos proprietários de terras iam para a guerra e regressavam com cativos. Estes cativos eram postos a trabalhar nas terras do seu captor ou eram vendidos. A última forma de obter escravos era através do nascimento: quando uma escrava dava à luz, a criança tornava-se propriedade do dono da mãe. O uso de escravos era relativamente barato devido a serem propriedade; o modo como eram tratados dependiam da humanidade dos donos, que satisfaziam as necessidades dos seus escravos segundo aquilo que estavam dispostos a pagar e não segundo o que deviam. Os feitores impunham castigos e davam recompensas para motivarem os escravos. Embora a crueldade para com os escravos fosse considerada uma marca de mau caráter na sociedade romana, na prática havia poucos limites à punições que um feitor ou dono de escravos podia infligir.

## Problemas dos agricultores
Os agricultores romanos enfrentaram muitos dos problemas que sempre afetaram os agricultores em todas as épocas históricas, como a imprevisibilidade do tempo, chuva e pragas. Se as suas terras fossem longe de uma cidade ou porto, os agricultores estavam mais expostos a riscos de guerra e conflitos territoriais. Sendo Roma um vasto império que tinha conquistado muitas terras, muitos dos que ficaram sem essas terras transformaram-se em seus inimigos. Era frequente os proprietários romanos verem as suas terras invadidas, com os invasores a tentarem gerir as explorações agrícolas. Apesar de muitas vezes o exército romano dar apoio aos agricultores nas tentativas de retomar as suas terras, os combates frequentemente resultavam em propriedade danificada ou destruída. Os proprietários de terra enfrentavam também problemas com a ocorrência ocasional de revoltas de escravos.